# Douglas Hogg (1er vicomte Hailsham)
Douglas McGarel Hogg, 1er vicomte Hailsham, né le 28 février 1872 à Londres et mort le 16 août 1950 à Hailsham, est un avocat britannique et un homme politique conservateur.

## Formation
Né à Londres, Hogg est le fils du marchand et philanthrope Quintin Hogg, septième fils de James Hogg (1er baronnet) et de Alice Anna Graham. Il fait ses études à Cheam et au Collège d'Eton, avant de travailler huit ans pour l'entreprise familiale de marchand de sucre, passant du temps dans les Antilles et en Guyane britannique.
Après avoir servi dans le 19e régiment de volontaires (Berwick et Lothian) pendant la seconde guerre des Boers, il est appelé au barreau à lincoln's Inn en 1902. Il est nommé au conseil du Roi en 1917, et devient l'un des conseillers de lincoln's Inn en 1920.

## Carrière politique
Il est nommé procureur général par Andrew Bonar Law en octobre 1922. S'il n'est pas député, Hogg est choisi pour le poste, car Bonar Law s'est retrouvé à court d'Officiers de Justice de la Couronne après l'effondrement de la coalition Libérale-Conservatrice à la suite de la rencontre du Carlton Club. Même s'il a été déjà engagé auprès des conservateurs, son apparition soudaine provoque des commentaires.
Il est élu à la Chambre des Communes à l'unanimité pour St Marylebone en 1922. Il est fait chevalier et est admis au Conseil Privé en décembre 1922. Il reste procureur général jusqu'aux Élections générales britanniques de 1923, puis est reconduit au poste, avec un siège dans le Cabinet, quand les Conservateurs reviennent au pouvoir en 1924.
En tant que procureur général, Hogg propose la Loi sur les conflits professionnels de 1927, à la Chambre des Communes après la grève générale de 1926. Il interdit aux syndicats de la fonction publique de s'affilier au Trades Union Congress.

### Lord Chancelier
Le 29 mars 1928, Hogg devient Lord grand chancelier du gouvernement de Stanley Baldwin, succédant à George Cave (1er vicomte Cave), et, le 5 avril, est créé baron Hailsham, de Hailsham dans le comté de Sussex. Il occupe ce poste jusqu'à la défaite du gouvernement en 1929. Il est alors créé vicomte de Hailsham.
Entre 1930 et 1931 il est le chef de file de l'Opposition à la Chambre des Lords. Au cours de cette période, il est présenté comme un successeur potentiel de Baldwin. Il est écarté pour le poste de Lord Chancelier dans le Gouvernement National, d'août à octobre 1931, et refuse de le rejoindre en tant que Lord du sceau privé. Après les Élections générales britanniques de 1931 il rejoint le deuxième Gouvernement National en tant que Secrétaire d'État à la Guerre et Leader de la Chambre des lords.
En 1935, Hailsham retourne à la Chancellerie, d'abord sous Baldwin, puis avec Neville Chamberlain. Au cours de son deuxième mandat, il est le dernier Lord grand intendant à présider le procès de l'un des pairs (le 26e baron de Clifford) à la Chambre des Lords. En 1938, à cause de sa mauvaise santé, il est nommé Lord président du Conseil, un poste avec moins de charges, mais il doit se retirer du gouvernement quelques mois plus tard.
Il meurt le 16 août 1950.
Le premier vicomte de Hailsham est président du Marylebone Cricket Club en 1933.

## Famille
Lord Hailsham épouse Elizabeth Marjoribanks (née Brown), veuve d'Archibald Marjoribanks, et fille de James Trimble Brown du Tennessee, en 1905. Ils ont deux fils, :
- Quintin Hogg, plus tard, baron Hailsham de St Marylebone (né le 9 octobre 1907, décédé le 12 octobre 2001), avocat, homme politique et Lord grand chancelier qui renonce à sa pairie et est plus tard nommé pair à vie.
- William Neil McGarel Hogg (né en 1910, mort le 13 février 1995), diplomate.